# Brian Littrell
Brian Thomas Littrell (Lexington, Kentucky, 20 de febrero de 1975) es un cantante y compositor cristiano estadounidense, también conocido por ser miembro de los Backstreet Boys. A finales de los 1990 y principios del 2000 su participación en los Backstreet Boys lo catapultó al estrellato. También es un artista contemporáneo de música cristiana y ha lanzado un álbum solista, Welcome Home, en 2006.
Littrell fue juez para la 8.ª Entrega Anual de Música Independiente para apoyar carreras de artistas independientes.
En 2015, Littrell fue incluido en el Salón de la Fama de la Música de Kentucky junto con su primo y compañero de banda Kevin Richardson.

## Biografía
Littrell nació en Lexington, Kentucky, hijo de Jacqueline «Jackie» R. (de soltera Fox), secretaria de un dentista, y Harold Baker Littrell Jr, empleado de IBM. Tiene un hermano mayor, Harold III, que es actor y cantante. Littrell es primo del también miembro de Backstreet Boys Kevin Richardson; su padre, Harold, y la madre de Richardson, Ann, son hermanos.
Littrell era hábil en los deportes y jugó tanto en Little League como en la Babe Ruth League. Criado en una familia baptista religiosa, cantó su primer solo en la Porter Memorial Baptist Church a los 7 años, y un año fue elegido Presidente del Coro Juvenil por sus compañeros. A los 14, empezó a actuar en bodas después de que Barry Turner, su profesor de coro en Tates Creek High School, le sugiriera que podía ganar dinero cantando en eventos sociales.
Littrell también actuó en obras de teatro escolares, incluida una producción de Grease, y trabajó en la cadena de comida rápida Long John Silver's.
Littrell aspiraba a convertirse en jugador de baloncesto. Sin embargo, rara vez fue seleccionado para los torneos de la escuela secundaria a 5 pies 7 pulgadas (170,2 cm). En abril de 1993, el primo y futuro compañero de banda de Littrell, Kevin Richardson, le llamó a la salida de una clase de Historia de Estados Unidos y le informó de una audición para un quinto miembro de los Backstreet Boys. Una plaza en el grupo había quedado libre cuando Burk Parsons abandonó el grupo debido a su deseo de convertirse en ministro cristiano. Littrell voló a Orlando al día siguiente y terminó el instituto por correspondencia, graduándose en 1994.

## Trayectoria

### Backstreet Boys
Kevin Richardson lo llamó para unirse a los Backstreet Boys. Después de su unión al grupo, el quinteto se formó oficialmente. Al comienzo, no tuvo éxito en los Estados Unidos, incluso aunque su primer sencillo fue un éxito en las estaciones de Orlando. El mánager de la banda, Lou Pearlman, comercializó a Backstreet Boys en Europa, donde se hicieron exitosos en 1995. Se hicieron muy populares en Europa, América del Sur y los Estados Unidos a finales de 1999 y principios de 2000. Después de un lapso de tres años, lanzaron su álbum de regreso, Never Gone, seguido por Unbreakable y This Is Us.
En 1997, Littrell desempeñó un papel decisivo en la interposición de una demanda contra el creador del grupo Lou Pearlman, alegando que Pearlman había ocultado información relativa a las ganancias del grupo. Los compañeros de banda AJ McLean, Richardson y Howie Dorough se unieron a la demanda, que finalmente dio lugar a una serie de acuerdos, cuyos detalles no fueron revelados.En 2000, estuvo entre las 25 personas más atractivas menores de 25 años de la revista Teen People, empatando con Justin Timberlake de la banda rival *NSYNC.

### Música cristiana
Littrell ha declarado que cree que es deber de los cristianos ser abiertos sobre su fe y ha manifestado: "Creo que como cristianos necesitamos unir nuestras manos y alabar a Dios y hablar sobre nuestra fe públicamente y sobre las cosas que Dios ha hecho por nosotros en nuestra vida para llegar a otras personas." Littrell, quien ha sido un cristiano nacido de nuevo a los ocho años, ha dicho que él atribuye su éxito en la vida a Dios, y que su fe siempre ha sido "la cosa sumamente importante" en su vida.

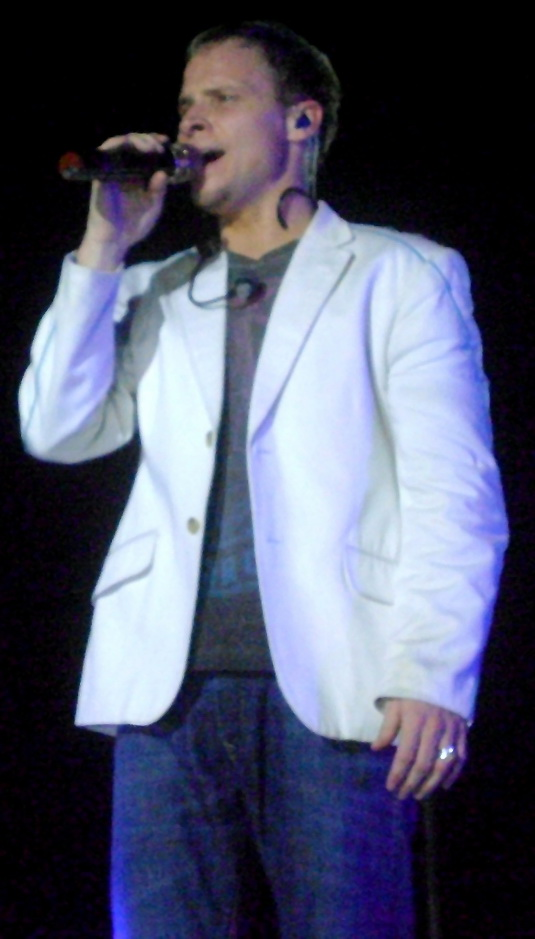
Brian Littrell en concierto.

Littrell decidió hacer un álbum cristiano y convertirse en un cantante contemporáneo cristiano, mientas manteniendo sus deberes como miembro de los Backstreet Boys. En el verano de 2005, el sencillo solista de Brian, "In Christ Alone", estuvo en el número 1 en las listas Cristianas el 4 de julio y Littrell fue el ganador de un Premio GMA Music en 2006 por Canción Grabada Inspirada del Año, "In Christ Alone", que ganó el premio de 1993 en esta categoría (cuando fue grabada por Michael English) y Canción del Año en 2004 en los Premios GMA Music.
El primer álbum solitario de Brian, Welcome Home fue lanzado el 2 de mayo de 2006, que igual a los proyectos de los Backstreet Boys, es un lanzamiento de Sony BMG. El álbum llegó al número 74 en Billboard 200 y número 3 en las listas Cristianas, y actualmente ha vendido más de cien mil copias. Fueron lanzados tres sencillos del álbum. El primer sencillo, "Welcome Home (You)", llegó al número 2 en US Christian Charts y número 1 en el Top 40 de Reach FM y la lista R&R Christian Inspirational, quedándose durante tres semanas. El segundo sencillo del álbum fue "Wish" y en 2007, se lanzó el tercer sencillo, llamado "Over My Head".
El 27 de septiembre de 2006, compartió su testimonio y cantó en la Catedral de Cristal. El servicio fue transmitido en todo el mundo en el programa Hour of Power y fue visto con un estimado de 20 millones de espectadores. El 10 de mayo de 2007, recibió un premio de la Catedral de Cristal por ser un modelo a seguir positivo utilizando su música para tocar vidas en el mercado pop y Cristiano, y utilizando su fundación para ayudar a los niños. El 22 de agosto de 2009, en los Premios Christian Music, Littrell confirmó que está trabajando en su segundo álbum solista Cristiano. Será lanzado después del final de This Is Us Tour por los Backstreet Boys y se estrenará en 2011.

## Vida personal

### Relaciones
Dos meses después de unirse a Backstreet Boys, Brian comenzó a salir con Samantha Stonebraker, una relación que continuó por cuatro años (desde 1993 hasta 1997). Brian incluso vivió con la familia de Samantha durante dos años. En 1998, después de su separación, ella lanzó el libro What You Wanna Know: Backstreet Boys Secrets Only a Girlfriend Can Tell,. sobre su relación con Littrell y los Backstreet Boys.
Dos meses después que Brian se separara de Samantha, conoció a la modelo y actriz Leighanne Wallace en 1997, durante la grabación del vídeo "As Long As You Love Me". Él le propuso matrimonio en 1999 y se casaron el 2 de septiembre de 2000. Ambos son cristianos evangélicos. Tienen un hijo llamado Baylee Littrell, el cual nació el 26 de noviembre de 2002.

### Salud y filantropía
Brian Littrell nació con un defecto cardíaco que lo llevó varias veces al hospital. Tuvo que pasar dos meses en el hospital cuando tenía cinco años de edad debido a una infección bacterial. Una cirugía a corazón abierto en 1998 cerró el agujero que había en su corazón, como dijo en su entrevista de Hour of Power en 2007. Después de eso, fundó "Healthy Heart Club" para niños, una organización sin fines de lucro que ayuda a niños con enfermedades al corazón con ayuda médica, financiera y práctica.
En 2011, cuando el grupo estaba en la gira NKOTBSB, su voz empezó a apagarse mientras cantaba. En la película-documental que los Backstreet Boys estrenaron en 2015, se reveló que sufría de Disfonía (secuela de la gripe A). Actualmente su voz ha mejorado considerablemente pero todavía, se apaga algunas veces mientras canta.

## Discografía
Artículo principal: Anexo:Discografía de Backstreet Boys
Artículo principal: Anexo:Discografía de Brian Littrell
- Welcome Home (2006)